# Dagestan
Dagestan (uradno Republika Dagestan, rusko Дагеста́н, Респу́блика Дагеста́н, latinizirano: Dagestan, Respublika Dagestan) je avtonomna in suverena republika Ruske federacije v Severnokavkaškem federalnem okrožju. Leži na severnem Kavkazu in je najjužnejši del Rusije.  Na severozahodu meji s Stavropolskim okrajem, na severu z Republiko Kalmikijo, na vzhodu na Kaspijsko jezero, na jugu z Azerbajdžanom, na jugozahodu z Gruzijo in na zahodu z Republiko Čečenijo. Ustanovljena je bila 20. januarja 1921.